# Synode de Diamper

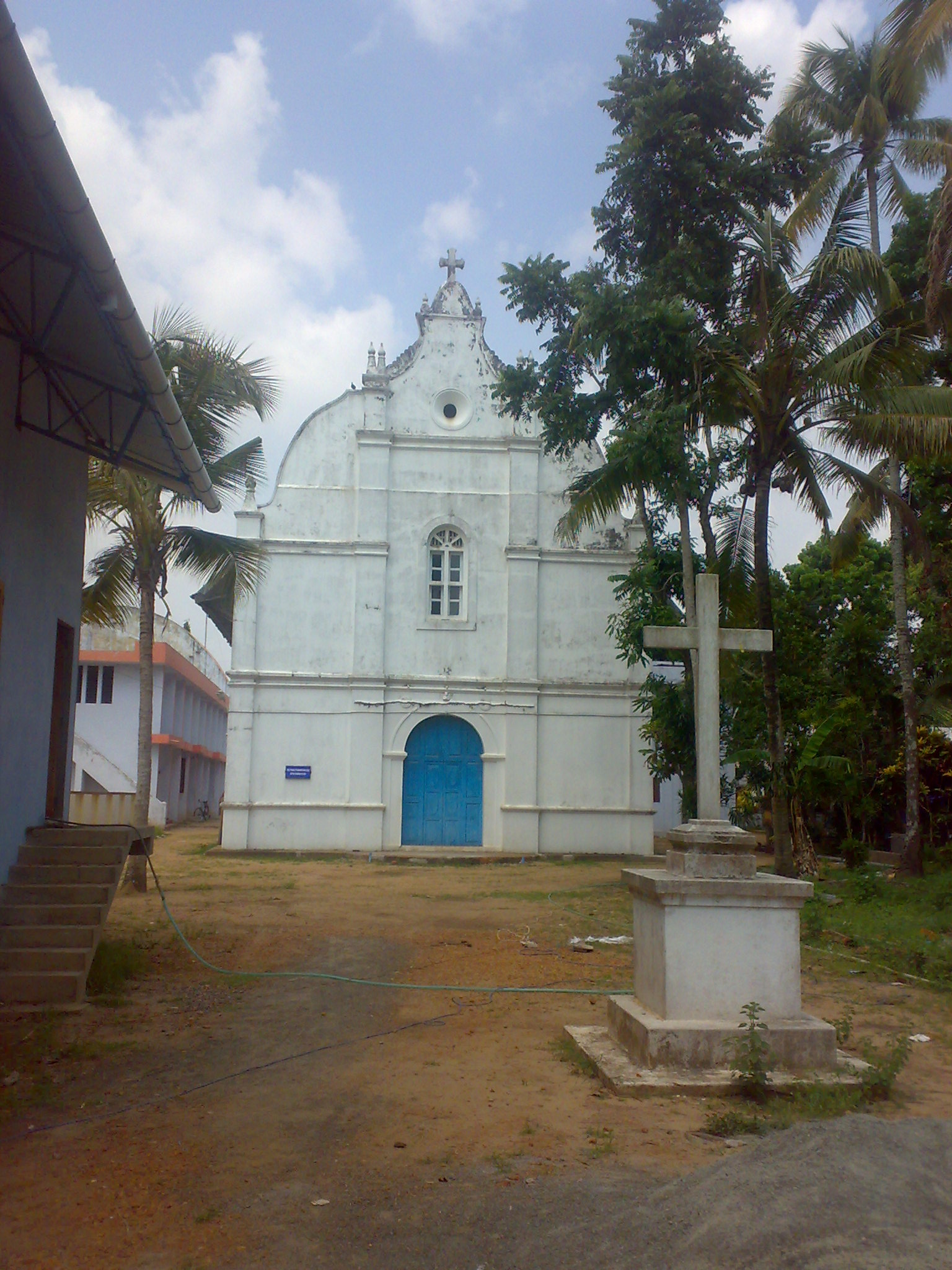
L’ancienne église d’Udayamperoor, en 2010.

Le Synode de Diamper était une assemblée synodale diocésaine réunie en 1599 à Udayamperoor (en)  (ou « Diamper ») au Kerala (Inde) . Cédant aux pressions d’Alexis de Menezes, archevêque de Goa, (qui l’avait convoqué) l’archidiacre Georges de la Croix et les chrétiens de saint Thomas adoptèrent les us et coutumes de l’Église latine. 
Cela sépara les chrétiens de saint Thomas du Patriarcat chaldéen et les fit passer sous la juridiction de l’archevêque de Goa. L’archidiocèse d’Angamale fut rétrogradé à devenir un ‘diocèse' sous Goa (en 1600). La juridiction du Padroado fut imposée et les évêques des chrétiens de Saint Thomas furent nommés par le padroado portugais.
L'Église catholique syro-malabare, Église unie à Rome est l'héritière directe de ce Synode.